# Acadèmia Naval dels Estats Units
L'Acadèmia Naval dels Estats Units (en anglès: United States Naval Academy) també coneguda com a Annapolis, és una institució per a l'entrenament d'oficials comissionats per a l'Armada dels Estats Units i el Cos de Marines.

## Història
L'Acadèmia naval va ser fundada a Annapolis, Maryland en 1845, per James Knox Polk i fou reorganitzada entre 1850 i 1851. Les dones van ser admeses per primera vegada el 1976. Els graduats són condecorats amb el títol de llicenciat en ciències i amb el grau d'alferes en l'Armada o com a sotstinent en la Infanteria de Marina.

## Antics alumnes destacats
Annapolis ha produït molts personatges il·lustres, com George Dewey, Richard I. Byrd, Chester Nimitz, William F. Halsey, Albert Abraham Michelson, Hyman Rickover, Jimmy Carter, Ross Perot, John McCain, David Robinson i diversos astronautes.